# Leucocelis abbotti
Leucocelis abbotti är en skalbaggsart som beskrevs av Linell 1897. Leucocelis abbotti ingår i släktet Leucocelis och familjen Cetoniidae. Inga underarter finns listade i Catalogue of Life.